# Gary Kwok (Snookerspieler)
Gary Kwok (* 1952; † 2011 in Shaanxi, Volksrepublik China), chinesisch 郭軍城, war ein Snookerspieler aus Hongkong, der die Snooker-Asienmeisterschaft 1985 gewinnen konnte.

## Karriere
In den 1980er-Jahren war Kwok einer der führenden Snookerspieler von Hongkong, das damals noch eine britische Kronkolonie war. 1982, 1984 und 1987, also zumindest drei Mal, gewann er die Hongkonger Snooker-Meisterschaft, daneben siegte er auch bei anderen Amateurturnieren seiner Heimatstadt, die aber weniger bedeutend als die Stadtmeisterschaft waren. Bereits 1982 durfte er an der Amateurweltmeisterschaft teilnehmen, schied aber noch knapp in der Gruppenphase aus. Punktgleich zum Waliser Terry Parsons und zum Iren Paddy Browne hatte Kwok die schlechteste Frame-Differenz der drei und schied damit auf Platz 3 aus, während Parsons und Browne in die Finalrunde einzogen. Auch in den folgenden Jahren scheiterte er an einem Einzug in die Hauptrunde der Amateurweltmeisterschaft, sowohl bei der Ausgabe 1984 als auch bei der Ausgabe 1985 musste er ebenfalls nach der Gruppenphase gehen. Deutlich erfolgreicher war er dagegen bei der Snooker-Asienmeisterschaft: Deren Ausgabe 1985 gewann er gegen Sakchai Sim Ngam, bei der Ausgabe im folgenden Jahr verpasste er die Titelverteidigung nur durch eine Finalniederlage gegen James Wattana.
Durch seinen Status als einer der führenden Snookerspieler Hongkongs spielte Kwok zwischen 1984 und 1991 in kleinen Nebenrollen in mehreren chinesischen Spielfilmen mit. Zudem wurde er, obgleich er eigentlich Amateur war, in den 1980ern regelmäßig zu Profiturnieren wie dem Hong Kong Masters eingeladen. Ein einziges Mal konnte er bei einem der meist mit Spitzenspielern besetzten Einladungsturniere auch eine Partie gewinnen, als er beim Hong Kong Masters 1984 den Engländer Jimmy White besiegte. Fast ein Jahrzehnt später, zur Saison 1994/95, wurde Kwok selbst für kurze Zeit Profispieler. Da er aber stets früh in der Qualifikation sämtlicher Profiturniere ausschied, beendete er seinen Anlauf nach nur einer Saison, ohne mehr auf der zum Saisonende erstellten Snookerweltrangliste aufzutauchen. Kwok, der als Snookerspieler auf den Spitznamen Tiger hörte und nebenher als Manager eines Snookerclubs und Kommentator von Pferderennen sein Geld verdiente, verstarb im Frühjahr 2011 im Alter von etwa 58 Jahren in der zentral in der Volksrepublik China gelegenen Provinz Shaanxi an den Folgen einer Erkrankung.

## Erfolge
| Ausgang         | Jahr | Turnier                          | Finalgegner      | Ergebnis  |
| --------------- | ---- | -------------------------------- | ---------------- | --------- |
| Amateurturniere |      |                                  |                  |           |
| Sieger          | 1982 | Hongkonger Snooker-Meisterschaft | unbekannt        | unbekannt |
| Sieger          | 1984 | Hongkonger Snooker-Meisterschaft | unbekannt        | unbekannt |
| Sieger          | 1985 | Snooker-Asienmeisterschaft       | Sakchai Sim Ngam | 8:5       |
| Zweiter         | 1986 | Snooker-Asienmeisterschaft       | James Wattana    | 1:8       |
| Sieger          | 1987 | Hongkonger Snooker-Meisterschaft | unbekannt        | unbekannt |